# Đèo Tà Pứa
Đèo Tà Pứa hay đèo Bà Sa là đèo trên đường tỉnh 713 ở vùng giáp ranh huyện Đức Linh và Tánh Linh tỉnh Bình Thuận, Việt Nam .

## Vị trí
Đèo Tà Pứa trên đường tỉnh 713 ở vùng giáp ranh xã Mê Pu huyện Đức Linh và xã Đức Phú huyện Tánh Linh tỉnh Bình Thuận. Tại đây đoạn đường tỉnh 713 nối vào ngã ba với đường tỉnh 717, và đi lên tỉnh Lâm Đồng nối vào quốc lộ 20 tại thị trấn Đạ M'Ri . 11°24′42″B 107°39′29″Đ / 11,411626°B 107,658006°Đ

## Tên gọi
Trước đây đèo được đặt tên là đèo Bà Sa, tên có gốc từ tiếng K'Ho Lạch là "B' Sar". Hiện tên này vẫn được dùng trên Bản đồ tỷ lệ 1:50.000 , và là tên của mảnh Bản đồ 1:25.000 "C-48-24-A-d Đèo Bà Sa" hiệu đính và xuất bản năm 2002 .
Sau này đèo được đặt theo tên suối Tà Pứa, là suối chảy lên hướng bắc đổ vào sông Đa Huoai trong hệ thống sông Đồng Nai. Trên suối Tà Pứa có Thác trượt Tà Pứa 11°18′08″B 107°39′39″Đ / 11,302116°B 107,660836°Đ. Thác này cùng với đèo Tà Pứa là điểm du lịch hấp dẫn của tỉnh Bình Thuận .
Cũng có một số người đi du lịch gọi là đèo Tà Pao, do trên đèo có cột km ghi "Tà Pao 33km" báo khoảng cách đến cầu Tà Pao 11°08′21″B 107°43′30″Đ / 11,139054°B 107,724981°Đ. Cầu này ở thôn Tà Pao xã Đồng Kho huyện Tánh Linh, nơi có tượng Đức Mẹ Tà Pao trên núi Tà Pao, cũng là địa điểm du lịch và hành hương hấp dẫn .